# ブライアン・ダニエルソン
ブライアン・ダニエルソン（Bryan Lloyd Danielson、1981年5月22日 - ）は、アメリカ合衆国の男性プロレスラー。ワシントン州アバディーン出身。AEW所属。WWEではダニエル・ブライアン（Daniei Bryan）のリングネームで活動していた。アメリカン・ドラゴン（American Dragon）のリングネームでも知られる。

## 来歴

### 初期・ROHでのキャリア

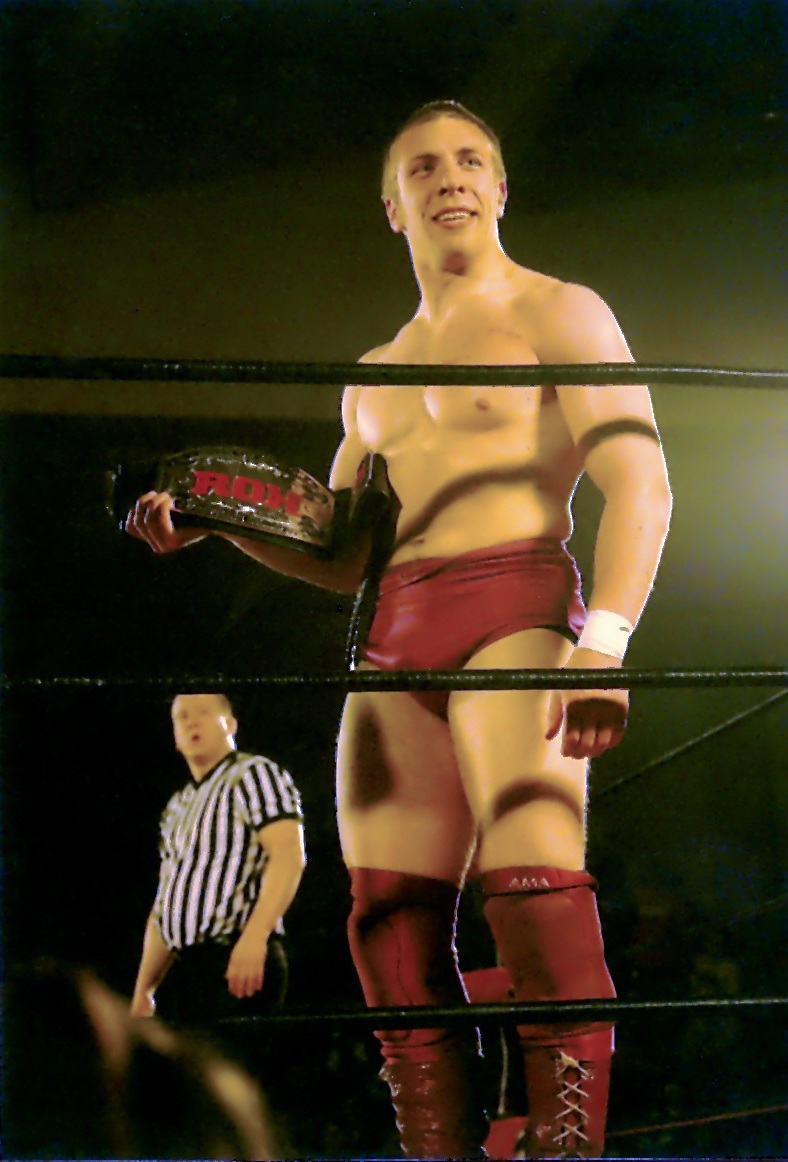
ROH時代（2007年）

ショーン・マイケルズ主宰のテキサス・レスリング・アカデミー（Texas Wrestling Academy）でトレーニングを積んだ後、1999年10月4日に同アカデミーが運営するインディー団体TWA（Texas Wrestling Alliance）にてデビュー。同年12月、覆面レスラーのアメリカン・ドラゴンとしてFMWに初来日。その後、WWF（現：WWE）とのデベロップメント契約を経て、新日本プロレスLA道場でトレーニングを積んだ。
2002年10月、新日本LA道場軍として新日本プロレスに初参戦、2004年3月にはカレーマンとのタッグチームでIWGPジュニアタッグ王座を獲得した。
2006年12月、ROH世界王座としてプロレスリング・ノアに来日。2008年9月14日、金丸義信を破ってGHCジュニアヘビー級王座を奪取した。本国アメリカでは、ROHレスリング・スクールのコーチを務めながら、ROHのトップレスラーとして活躍し、プロレスリング・ノアのKENTAや丸藤正道とも対戦している。また、ノアのリングにはROHのリングでも使っている本名のブライアン・ダニエルソンのリングネームで上がった。

### WWE入団 2009年 - 2010年
2009年にROHと契約が満了し、WWEと契約。契約開始までの間はチカラやDRAGON GATE USAなどの団体にフリー参戦した。WWEに昇格と同時にリングネームをダニエル・ブライアンと改め、2010年2月の新番組NXT開始により「ルーキー」の一人として登場、初回から世界ヘビー級王座王者のクリス・ジェリコとシングルマッチを行った。その後は連敗を重ねたものの「プロ」による投票で1位を獲得した。しばらくした後、最下位脱落のかかったプロによる二回目の投票が行われる前週にマット・ストライカーがルーキー達に「翌週落とされるのは誰だと思う?」と質問した際、それまでNXTにおいて全敗していることから自分自身が落ちるべきだと発言、同様の発言をしたマイケル・ターヴァーとともに「自信のない人間はWWEに必要ない」というWWE上層部の判断でプロ投票とは別で脱落することとなった。この時のインタビューでブライアンは「"ダニエル・ブライアン"は消えるが、"ブライアン・ダニエルソン"はどうかな？」と意味深な発言をした。その後は（ルーキーとしては脱落したものの）NXTにおいて自身をこき下ろす実況を繰り返したマイケル・コールに怒りの矛先を向け、コールと抗争を展開するというアングルが用意され、NXTのスキットなどで抗争を繰り広げた。それはコールが実況を担当するRAWにも波及し、RAWではマット・ストライカーや『師匠』役のザ・ミズまで巻き込んでの抗争のストーリーを展開した。その後シーズン1が終了した結果、6月7日のRAWでネクサスが誕生し、他の7人と共にリングやその周辺で大暴れ。しかし6月11日、突然WWEから解雇が発表された。レスリング・オブザーバーに掲載されたリポートで本人が語ったところによると、ネクサスとしての破壊行動中、リングアナウンサーのジャスティン・ロバーツの首をネクタイで締め上げたことが放送コードに抵触したことが、解雇された理由とのことである。
その後アメリカインディーでのマットを主体にするかと思われたが、8月16日WWEのPPV、サマースラムで電撃復帰、勝利に貢献。復帰後は、元「師匠」であったミズと抗争を繰り広げ、9月19日に行われたナイト・オブ・チャンピオンズでミズを破りUS王座を獲得。10月のブラッギング・ライツでは、RAW代表としてSmackDown!代表でIC王者のドルフ・ジグラーと闘い勝利し、この試合がきっかけでジグラーとは抗争することになったが全勝を収めた。11月に二年ぶりに開催されたキング・オブ・ザ・リングトーナメントでは予選でテッド・デビアスを破るが、1回戦でアルベルト・デル・リオに敗れた。
NXTシーズン4ではデリック・ベイトマンを指導するプロとして登場した（NXT出身者がプロになったのは唯一ブライアンのみ）。

### 2011年
3月、シェイマスによってUS王座を奪われ、レッスルマニア27のダーク・マッチにおいて再戦するが、ランバージャックの暴走により試合は流れた（結局バトルロイヤルに変更され、グレート・カリが優勝）。
4月末に行われた追加ドラフトでスマックダウンに移籍した。その後コーディ・ローデスとの抗争を経て、マネー・イン・ザ・バンクで優勝し、王座へ挑戦する権利を翌2012年のレッスルマニア28で行使する事を公約したが、11月25日のスマックダウンにおいて、ビッグ・ショーとマーク・ヘンリーの世界ヘビー級王座戦後の乱闘時に登場して同権利を行使した。この権利行使はヘンリーが試合続行不可能とされたために無効となったが、同日のメイン戦でランディ・オートン、コーディ・ローデス、ウェイド・バレットとの王座挑戦を賭けた4ウェイ戦が行われることとなり、その試合に勝利し、ヘンリーへの挑戦権を獲得。金網戦にて戦うが惜敗した。
12月に開催されたTLC・PPVにおいて、ショーとヘンリーの世界ヘビー級王座戦後の乱闘に登場し、新王者ショーに対してマネー・イン・ザ・バンクの権利を行使して世界ヘビー級王座を獲得した。翌々週の再戦において、ヘンリーが邪魔をしたことで反則勝ちし王座を防衛。両手人差し指を空に突き上げ「YES!」を連発するパフォーマンスを開発したのは、この頃である。さらに翌週、ショーとの王座再々戦にてセコンドについた恋人のAJがショーと衝突したことから、ショーを一方的に非難し、ヘンリーを含めた三つ巴抗争開始と同時にヒールターンした。

### 2012年
1月にはロイヤル・ランブルPPV、2月にはエリミネーション・チェンバー・マッチにおいて王座防衛に成功するが、3月にロイヤル・ランブルを制したシェイマスが世界ヘビー級王座への挑戦を表明し、抗争を開始した。4月のレッスルマニア28にて行われた防衛戦では、試合開始直後恒例のAJとのキスの隙を突かれブローグ・キックを食らい、試合時間わずか18秒で王座から陥落してしまう。このことからAJに対して一方的な別れを告げる。そして同月に行われたエクストリーム・ルールズの三本勝負において再度シェイマスに挑戦したが惜敗、同王座路線から退いた。
2012年5月、ビート・ザ・クロックにおいて優勝。CMパンクの所持するWWE王座への挑戦権を獲得し、パンクとの抗争を開始した。AJや、時にはケインも巻き込み抗争を続けたが、7月のマネー・イン・ザ・バンクPPVでの試合に敗れ、抗争は終了した。
8月はサマースラムにてケインに勝利するが、その1週間後の8月27日放送のRAWにて、GMとなったAJの指示により抗争相手のケインとともに「アンガーマネジメント」（日本語字幕では「怒り抑制セラピー」）に参加することになってしまう。その流れでタッグを結成することになり、9月10日放送のRAWでタイタス・オニール&ダレン・ヤング組とWWEタッグ王座の挑戦権を賭けて対戦。ところが試合中に仲間割れを起こしてしまい、ケインにチョークスラムで投げ捨てられるも、ヤングの上に覆いかぶさる形になったためフォール勝ちとなりタッグ王座の挑戦権を獲得。ナイト・オブ・チャンピオンズでコフィ・キングストン&Rトゥルースと対戦した時も、試合中に再び仲間割れ。トップロープに上ったケインを突き落とすが、落とした先が倒れていたコフィだったためそのままカバーしてフォール勝ち。結果的にタッグ王座を獲得した。ファン投票によりタッグ名を「Team Hell NO（ヘル・ノー）」とし、様々な敵から王座を防衛し、ローデス・スカラーズやシールドとの抗争をしていくうちに徐々にベビーターンしていく。

### 2013年
レッスルマニア29においてドルフ・ジグラー・ビッグ・E・ラングストン組と王座戦を行い、ケインのチョークスラムを喰らったジグラーにダイビング・ヘッドバットを喰らわせて勝利、会場中が「YES!」チャントを巻き起こした。
その後はジ・アンダーテイカーをも巻き込んでシールドとの抗争に戻り、戦うが劣勢が続き、5月、エクストリーム・ルールズのトルネード式王座戦にて敗れ王座を失った。その後、ケインやオートンと共にシールドと戦い、その中で負けが目立ち、かつてローデス・スカラーズに言われた「チームの弱点」という言葉に劣等感を覚え、焦り凶暴化し始め、ケインやオートンとも口論が絶えなくなる。その後Smackdown!にて、オートンとのノーDQ戦での試合中、ダメージを受けて医師の判断で試合中止、敗戦に。自らの実力を示したいブライアンは次のRAWで再度オートンと対戦。今度はカウントアウトで勝つが納得することができず、またもノーDQ戦を行いオートンをタップさせるという驚くべき勝利を果たす。
WWE王座用のオールスター・マネー戦へも出場したが、惜しいところで優勝を逃した。しかし翌日RAWにて、サマースラムでのWWE王座戦の挑戦者を自由に選ぶ権利を得たジョン・シナが権利をファンにゆだねると、ファンが「YES!」チャントを繰り広げたことで、ブライアンが挑戦者となる。サマースラムにおいての試合は激戦となったがブライアンが制し、初のWWE王座に輝いたものの、直後に特別レフェリーのトリプルHの攻撃に遭い、さらにオートンがマネー権を行使。王座を失い、そのままオートンのみならずトリプルHの派閥オーソリティーとの抗争が始まった。権力に物を言わせた敵のやり方に苦しめられながらも9月、ナイト・オブ・チャンピオンズPPVでオートンから王座を取り戻した。かに見えたが翌日、レフェリーが高速でカウントをとったことを共謀と決め付けられ、王座を剥奪された。10月6日のバトルグラウンドでリマッチが行われるも、ビッグショーの乱入によりノーコンテスト。10月27日、ヘル・イン・ア・セル（PPV）で3度めの対戦が組まれたが、乱入して来たトリプルHを攻撃してしまったため、彼の友人であり、この試合の特別レフェリーを務めていたショーン・マイケルズにスウィート・チン・ミュージックをお見舞いされたことで、オートンに敗れた。翌日のRAWで弁明したマイケルズを締め上げたが、直後ワイアット・ファミリーからの暴行を受けたことで、CMパンクと共にそのまま抗争に移行。しかしパンクがシールドとの抗争に入ってしまったことで一人での戦いを余儀なくされる。仲間になるよう誘われつつもTLC・PPVにおいて3対1のハンディ戦を行うも、敗戦。翌日のスラミー賞発表会において、スーパースター賞をはじめ数々の受賞をした。ワイアット達とはさらに抗争は続き、大晦日RAWのガントレット戦にて叩き伏せられ（試合自体は反則含め全勝）てついにファミリー入りを宣言し、ワイアットらに連れられ会場を去った。

### 2014年
ワイアット・ファミリーに入ったブライアンは、服装もそれらしいものとなり、ワイアットの指示に従うことに。試合後に相手選手に暴行をしたり、ワイアットの必殺技を自ら受けるなどの奇怪・凶暴な行為を続けていく。その後ワイアットとのタッグで、ウーソズとの金網式タッグ戦を戦い、その試合で敗れると、ワイアットに反抗し滅多打ちにしてしまうと、次週のRAWにて、ファミリーへの加入はすべてワイアットに対抗するための作戦だったと説明した。ロイヤルランブル2014内で行われたワイアットとのシングル戦に敗退し、抗争は終結。
ロイヤルランブル明けよりトリプルHとの抗争を再開。エリミネーション・チェンバーPPVでのWWE世界ヘビー級王座を賭けたチェンバー戦でもオーソリティーの介入によって敗れたことで苛立ちが募った結果、レッスルマニア30におけるトリプルHとの対戦を要望するようになり、3月10日のRAWにて、大勢のファンと共にリングを占拠。会場とリング上をジャック。「ブライアン対トリプルH」と、「ブライアンが勝てばメインイベントのWWE世界ヘビー級王座戦に加われる」よう要求し、それを了承させた（その後トリプルHは「試合の勝者が王座戦に加われる」と改訂）。
4月6日のレッスルマニア30にてトリプルHを破り、メインイベントのWWE世界ヘビー級王座を賭けたトリプルスレットマッチに進出。バティスタからタップアウトを奪い、WWE世界ヘビー級王座を奪取した。
4月11日、アリゾナ州セドナでブリー・ベラと結婚式をあげた。
4月21日のRAWにて、ステファニー・マクマホンより「結婚祝いのプレゼント」として、エクストリーム・ルールズPPVでのケインとの王座戦を決定したと告げられた。その直後ケインに襲撃され、場外・リング脇の金属製のステップの上・実況アナブースのテーブルの上の3箇所でツームストン・パイルドライバーを見舞われ首を破壊されてしまう。（実際は、長年の勤続による疲労が蓄積しドクターストップがかかり手術も決まっていたため、ケインに襲撃されるストーリーが組まれた）。
5月、エクストリーム・ルールズPPVにてケインと防衛戦を戦い、勝利したが、フォークリフトのリフトの先からダイブ技を放った際にさらに首の負傷を悪化させ、緊急手術を行うことになる。5月12日のRAWにて、そのことをファンに伝えたが、直後にケインに襲撃され救急車で搬送され退場。その際妻のブリーとステファニーの間に不穏な空気が流れた。その後5月15日に手術を受けた。
5月26日のRAWにてステファニーが権力を振るい、WWE王座を返上しなければブリーを解雇すると告げた。回答期限は6月1日のPPVペイバックとした。当日ブライアンは王座返上を決意しかけたが、ブリーが現れステファニーにビンタを見舞い自ら退団を表明し夫の王座を守った（後にブリーは復帰）。しかしその翌日のRAWにて、ブライアンの試合復帰目処が立たないことを理由にWWE王座の剥奪が決定、王座を失うこととなった。
6月29日、マネー・イン・ザ・バンクPPVのキックオフショーに登場。当初は6月中（このPPV）の復帰の予定であったが術後の回復が良くなく、右手の握力が戻らない状態であることから復帰は未定、再度手術を受けることも検討中と答えた。10月、右腕に力が入らない症状であると再判明しトミー・ジョン手術を受ける可能性があると公表された。故障後、サバイバー・シリーズ後のRAWなどにゲストGMとして番組に登場していた。12月29日のRAWにて、復帰宣言を行い、ロイヤルランブルの出場を表明した。

### 2015年
1月17日のスマックダウンで試合復帰、25日のロイヤルランブルのランブルマッチで10番目に登場したが、ブレイ・ワイアットにより退場させられた。3月29日、WrestleMania 31にて7wayラダーマッチによるIC王座戦に出場。最後にはラダー上でジグラーとのヘッドバット合戦を制して勝利し、ベルトを奪取した。これにより、WWEの現存タイトルをすべて獲得した。4月26日のエクストリーム・ルールズPPVではバッド・ニュース・バレットとの王座防衛戦が予定されていたが、直前のハウスショーでの負傷でキャンセルとなり、治療に専念していたが回復が思わしくなく、5月11日のRAWの番組上で王座の返上と無期限の療養に入ることが発表された。

### 2016年
2月8日、自身のTwitterで「医療上の理由」により引退することを発表。また、同日にはRAWにも登場。妻であるブリー・ベラを始めとする家族、選手、スタッフ、ファンに感謝を示し、度重なる脳震盪による引退を表明。同時にブリーが妊娠していることも明かした。最後は自身のトレードマークである "YES!" で観客と一体となって行いリングを後にした。7月、スマックダウンのGMとして復帰した。また、その後に元「師匠」であったザ・ミズが彼の技や動きのマネをするようにもなる。

### 2018年
3月20日のSmackDown Liveにて、外部の著名な脳神経外科医や脳震盪専門医ら3名、およびWWEの専属医師であるジョセフ・マルーン氏より試合復帰の許可が下りたことを、本人自ら発表した。4月8日、レッスルマニア34にてシェイン・マクマホンと組んでケビン・オーエンズ & サミ・ゼインとのタッグマッチで復帰戦を行う。しかし試合前にオーエンズとゼインに襲撃を受け動けなくなり、シェインが孤立。終盤に試合に復帰してゼインにキックの連打を見舞い "YES!" チャントを起こし、最後にイエスロックで極めてギブアップを奪い勝利した。6月26日、SmackDown Liveにてハーパーと対戦。しかし、試合中にハーパーのパートナーであるローワンに介入され反則裁定になるが、尚も攻撃を続ける両者に対して入場口よりケインが登場。協力してブラジオン・ブラザーズを追い払い抱擁を交わす。GMであるペイジが現れ、2013年以来となるチーム・ヘル・ノーの再結成と同時に7月15日に開催するExtreme Rules 2018でWWEスマックダウンタッグ王座を保持するブラジオン・ブラザーズとの王座戦を行う事を発表された。7月15日、Extreme Rules 2018にてWWEスマックダウンタッグ王座を保持するブラジオン・ブラザーズ（ハーパー & ローワン）に挑戦。試合前にケインが襲撃を受けた為に一人で試合に挑む事になり苦戦が続く。中盤にケインが駆けつけるも左脚を痛めた状態であり試合を覆す事ができずに最後はローワンのスピンキックから合体技を決められ敗戦した。11月13日のSmackDown Liveにて、WWE王座を保持するAJスタイルズに挑戦。終盤にスタイルズのフィニッシャーであるフェノメナール・フォアアームを避けて背後にいたレフェリーに誤爆させ、レフェリーが倒れている隙を突いてローブローからニー・プラスを決めて勝利し、ベルトを奪取する。翌週のSmackdown Liveにて、自らを「"ニュー"ダニエル・ブライアン」と名乗り、6年ぶりにヒールターンした。その後、かつての仲間であったローワンと組み、スタイルズとの抗争に入る。

### 2019年
年が明けてからも、様々な相手から王座を防衛してきたが、4月のレッスルマニア35において、その間唯一苦戦を強いられた相手であるコフィ・キングストンに激闘の末敗れ、王座を失った。
5月7日、SmackDown Liveで空位となっていたWWEスマックダウンタッグ王座を巡り、ローワンとタッグを組んでウーソズと王座戦を行う。相手のスーパーキックの乱発に苦しむが、場外戦からローワンがジェイ・ウーソをリングに上げてスーパーキックを防ぎ、アイアンクロー・スラムを決めて勝利。王座を戴冠した。

### AEW入団 2021年
9月5日、AEWのリングに登場した。

## "YES!"パフォーマンス
- "YES!" と叫びながら、人差し指を立てた両拳を空に突き上げることを繰り返すムーブ。2011年、世界ヘビー級王座を反則勝ちで防衛した時に使用した事が始まり。2012年、王座戦線で不調となり、婚約（アングル上）していたAJ・リーにも裏切られたことで怒りを募らせ、そして観客が "YES!" を行う事に憤怒して "NO!" と叫ぶようになる。8月には "NO!" を行う際に床に向けて指を出すようにもなる（徐々に両腕を水平に振り静止を促す動きに変動）。ヘル・ノーのタッグ名の由来の一つでもある。徐々にベビーターンしていくと同時に、自身も "YES!" を多用。場合によってそれぞれのムーブを使い分けるようになった。
- ブライアンがいない時や、NXTでも観客がこのチャントを真似する光景がよく見られ、アルベルト・デル・リオの試合中にもスペイン語で "Si!Si!" とチャントが起こることもあった。
- 2013年のスラミー賞では決め台詞賞とファン盛り上げ賞を受賞。2014年には大勢の観客が真似をして盛り上げたことで「YESムーブメント（日本語字幕ではイエス旋風）」と呼ばれるようになった。

## タイトル歴
WWE
- WWE王座 : 4回
- 世界ヘビー級王座 : 1回
- WWE IC王座 : 1回
- WWE US王座 : 1回
- WWEタッグ王座 : 1回

w / ケイン

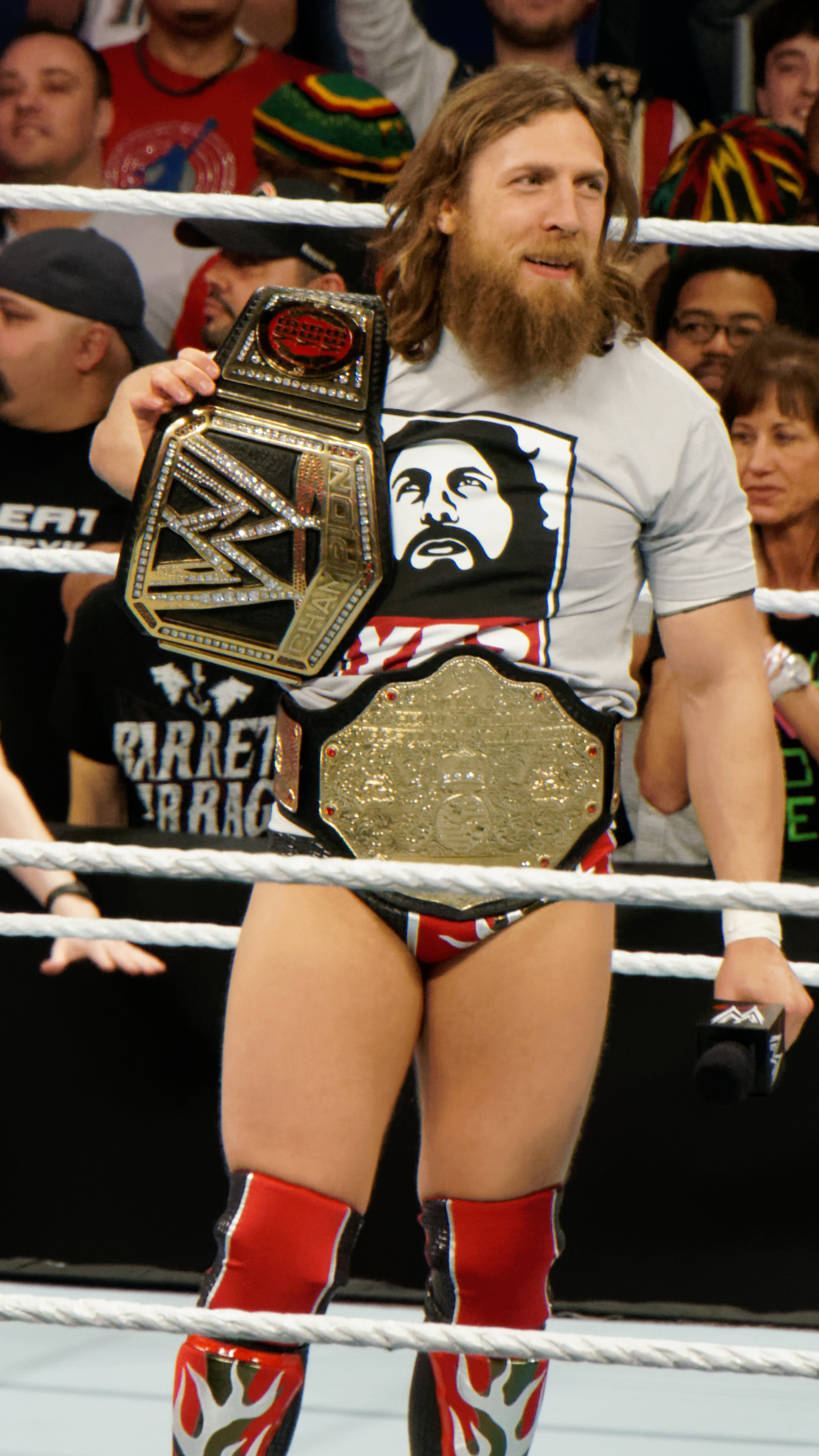
WWE/世界ヘビー級王座

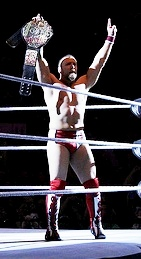
世界ヘビー級王座

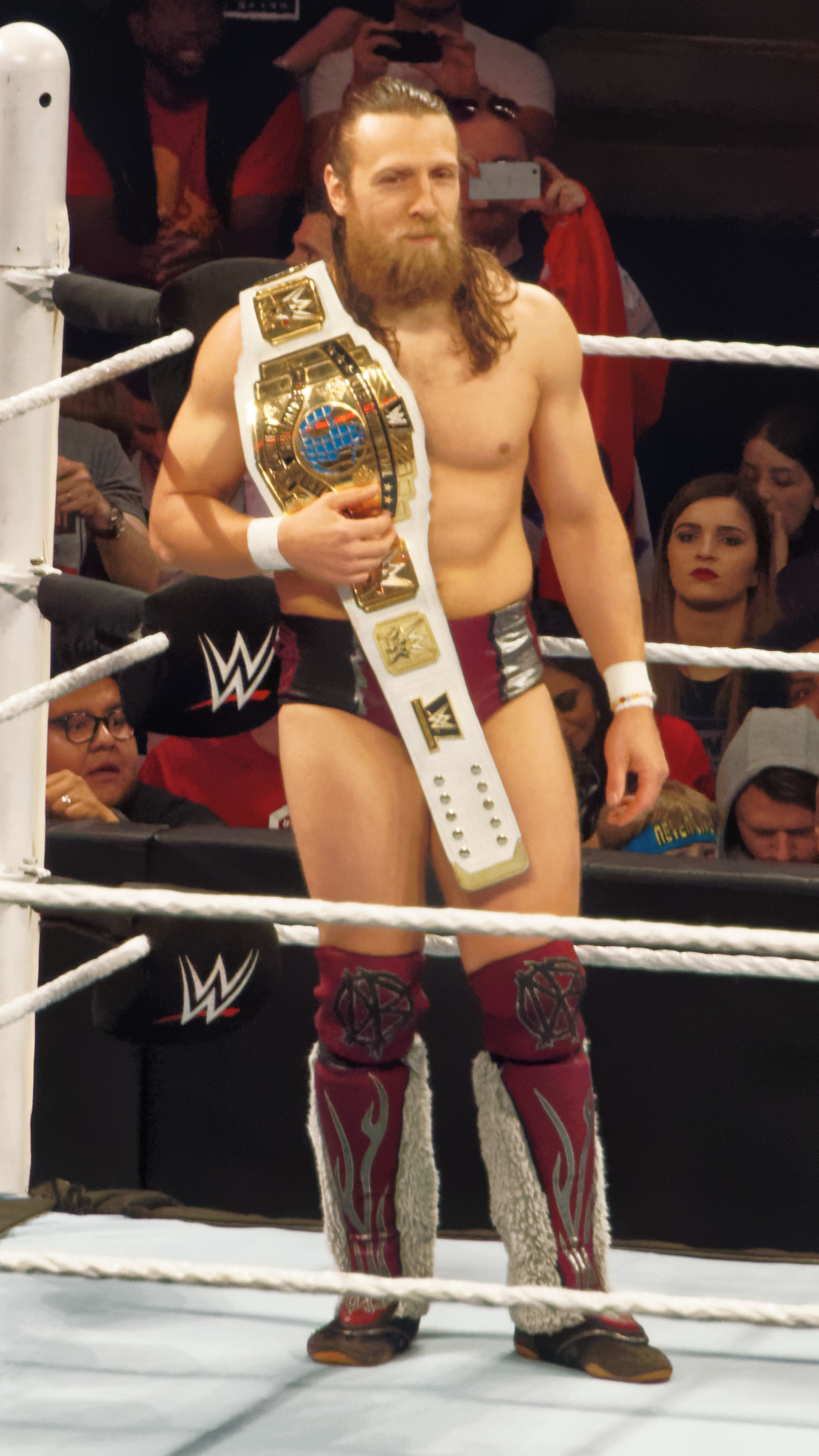
WWE IC王座

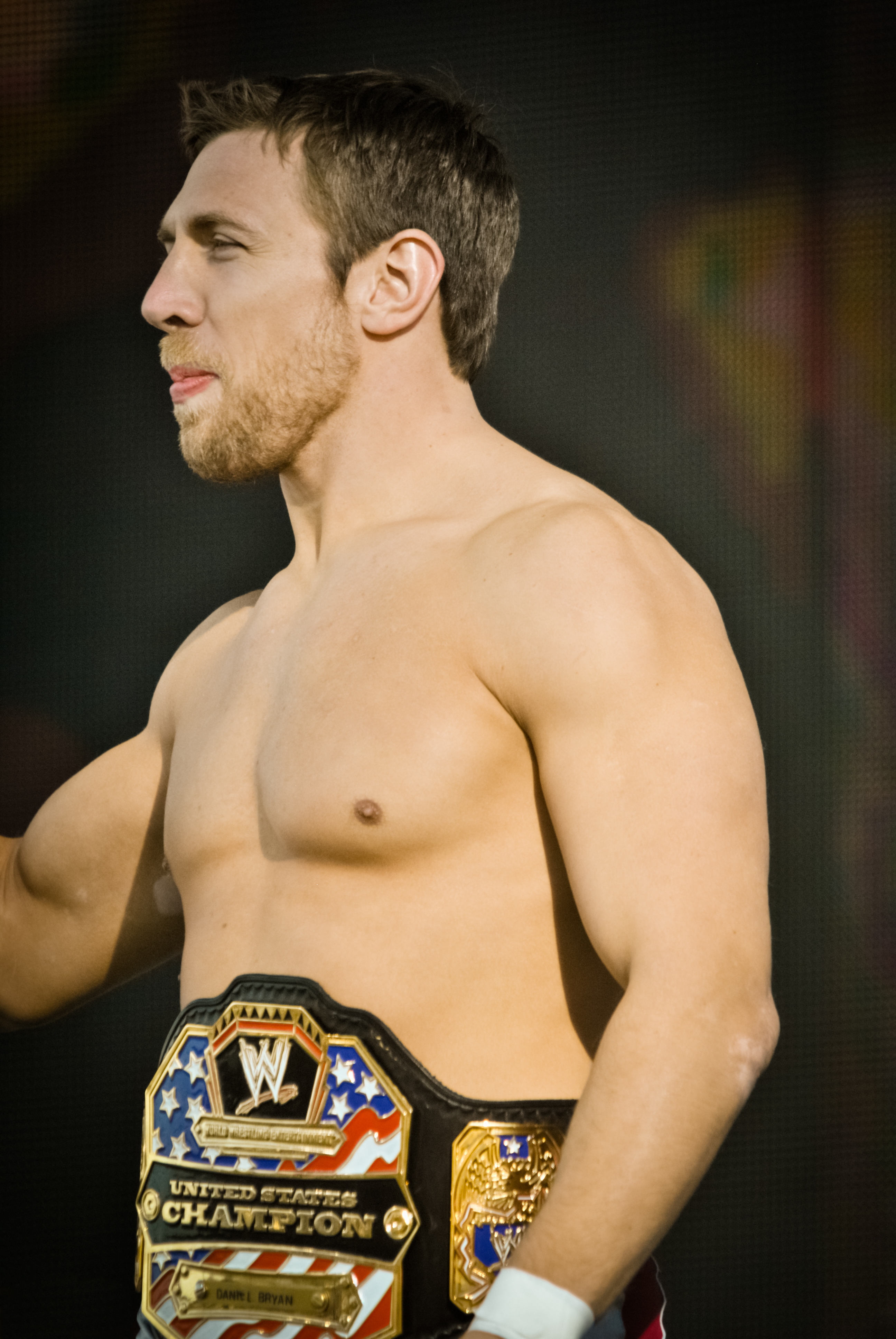
WWE US王座

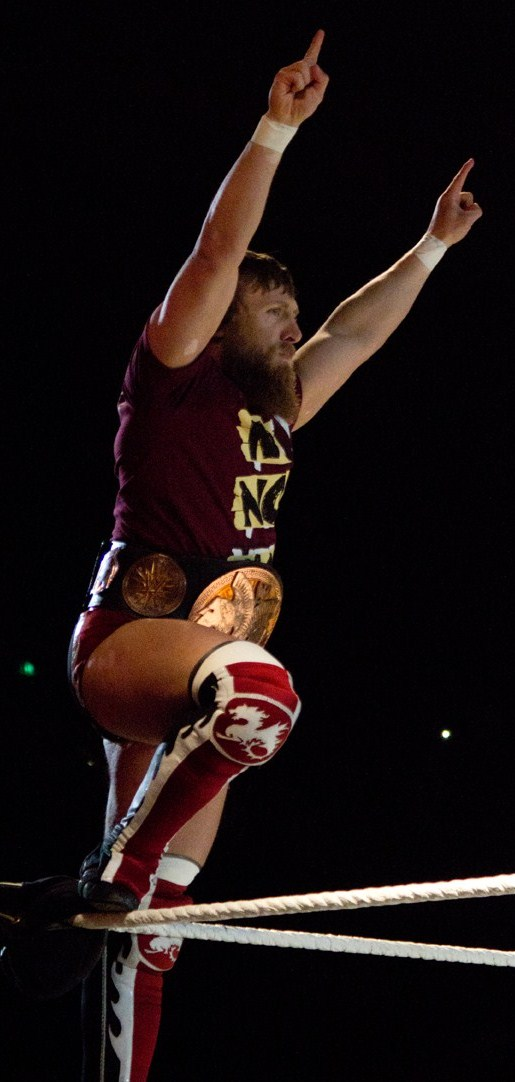
WWE・タッグ王座

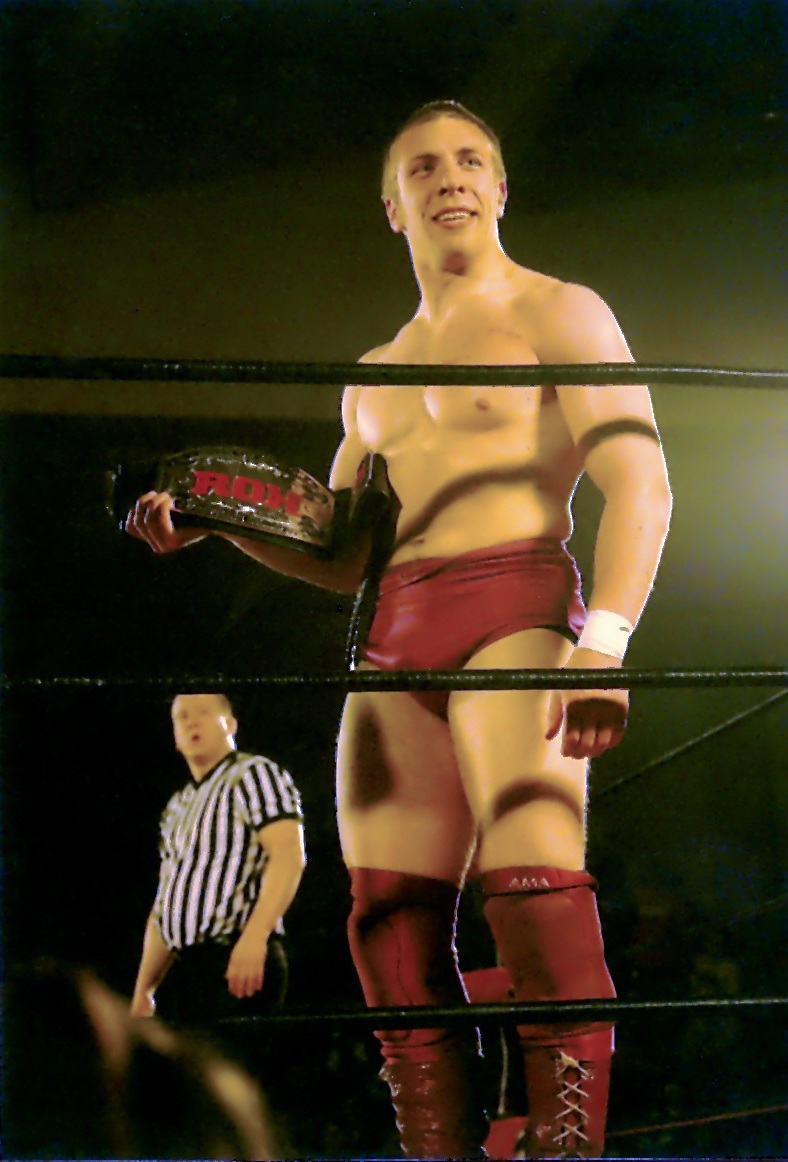
ROH世界王座

- WWEスマックダウン・タッグ王座 : 1回

w / ローワン
- Mr.マネー・イン・ザ・バンク 優勝 : 1回（2011年）
- トリプルクラウン達成
- グランドスラム達成

AEW
- AEW世界王座 : 1回（第12代）
- オーエン・ハート杯トーナメント 優勝 :  1回（2024年）

新日本プロレス
- IWGPジュニアタッグ王座 : 1回（第12代）

w / カレーマン
アメリカン・ドラゴン名義で獲得。
プロレスリング・ノア
- GHCジュニアヘビー級王座 : 1回（第15代）

ROH
- ROH世界王座 : 1回（第7代）
- ROHピュア王座 : 1回（第7代）

当時保持していたROH世界王座とのダブルタイトルマッチで勝利して獲得するもベルトを封印する。
- ROH殿堂

APW
- APWワールドワイドインターネット王座 : 1回
- King of the lndiesトーナメント 優勝 : 1回（2001年）

ASW
- ASW世界ヘビー・ミドル級王座 : 1回

ECWA
- ECWAタッグ王座 : 1回

w / ロウ・キー
ECCW
- NWAカナディアンジュニアヘビー級王座 : 1回

FIP
- FIPヘビー級王座 : 1回

IWA
- IWAプエルトリコヘビー級王座 : 1回

MCW
- MCW南米ライトヘビー級王座 : 1回
- MCW南米タッグ王座 : 1回

w / スパンキー
NWA
- NWA南米ジュニアヘビー級王座 : 1回

PWG
- PWG世界王座 : 2回（第10・14代）

TWA
- TWAタッグ王座 : 1回

w / スパンキー
wXw
- wXw世界ヘビー級王座 : 1回（第21代）
- Ambition 1 優勝 : 1回（2010年）

WSW
- WSWヘビー級王座 : 1回

## 入場曲
- Horsepower
- Self Esteem
- Obsession
- ファイナル・カウントダウン[13]
- I Came to Play
- The Rage
- Ride of the Valkyries
- Freefall
- Big Epic Night
- Flight of the Valkyries
- Stone Cold Crazy
- Born for Greatness - 現在使用中

## 得意技

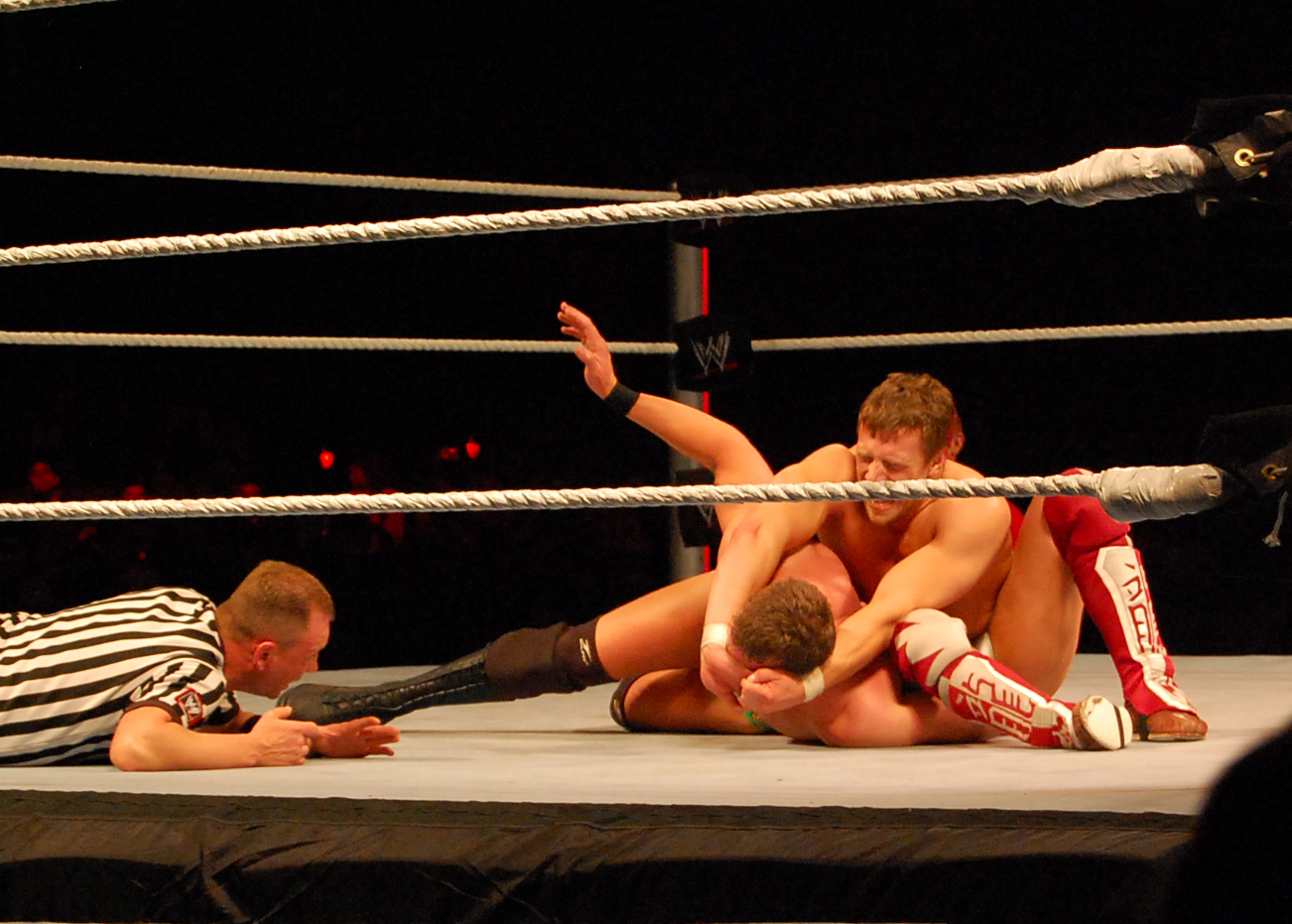
イエスロック

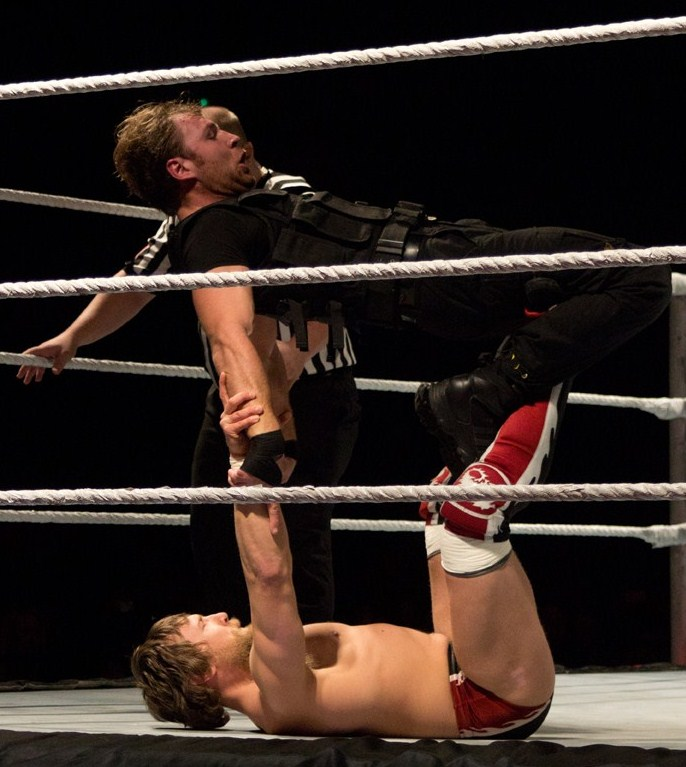
ロメロ・スペシャル

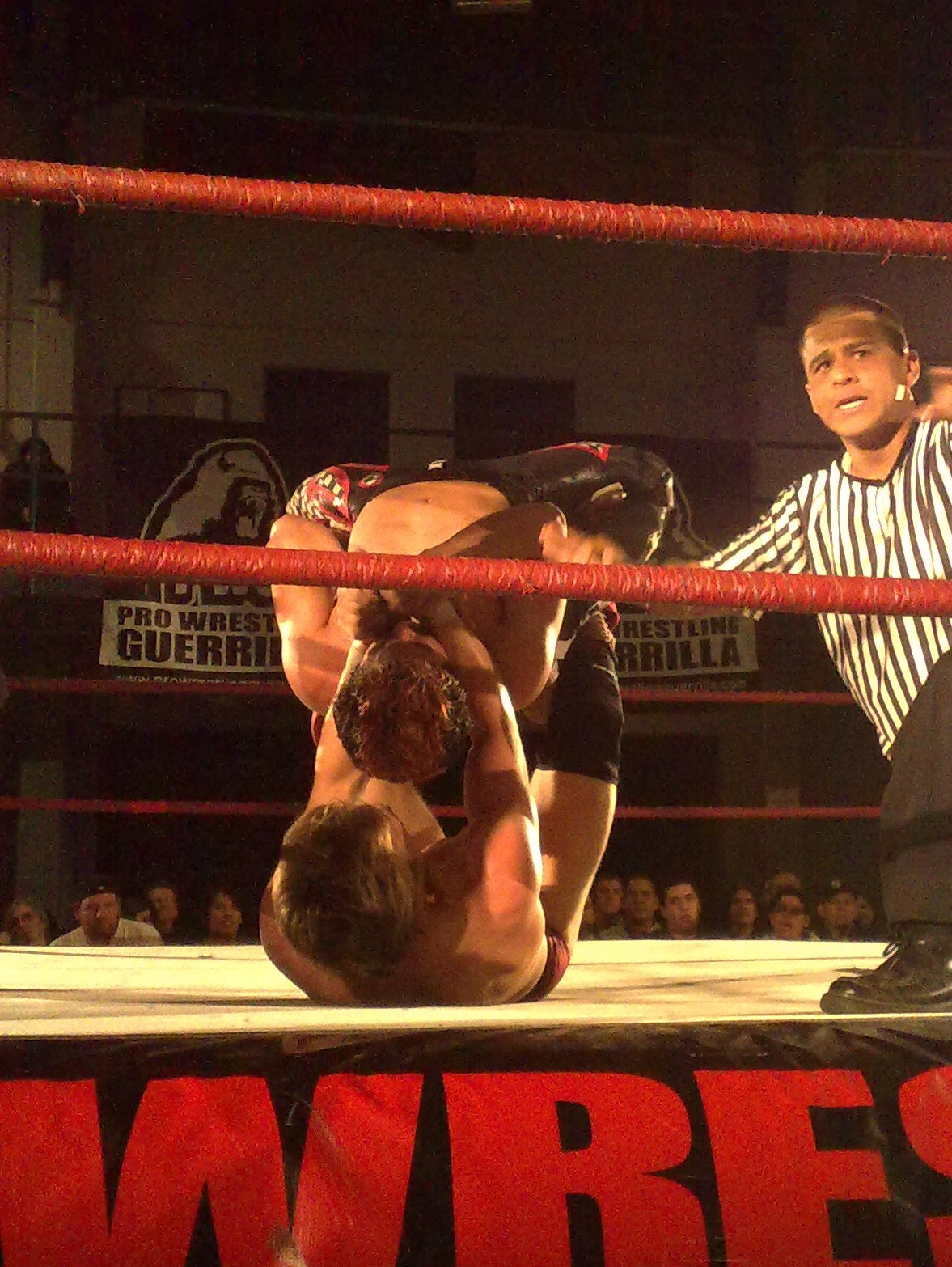
ロメロ・チンロック

キック

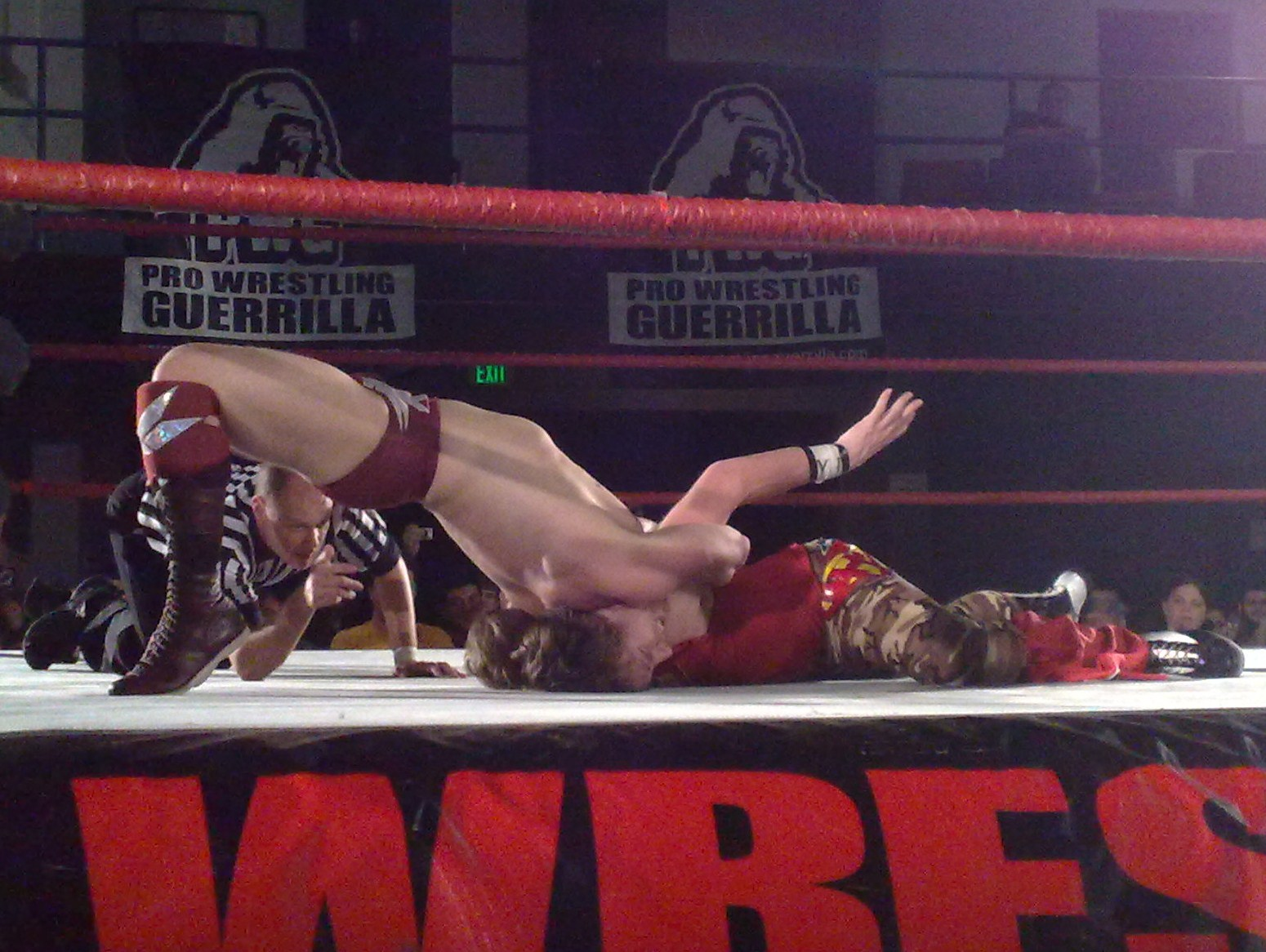
キャトル・ミューティレーション

### フィニッシュ・ホールド

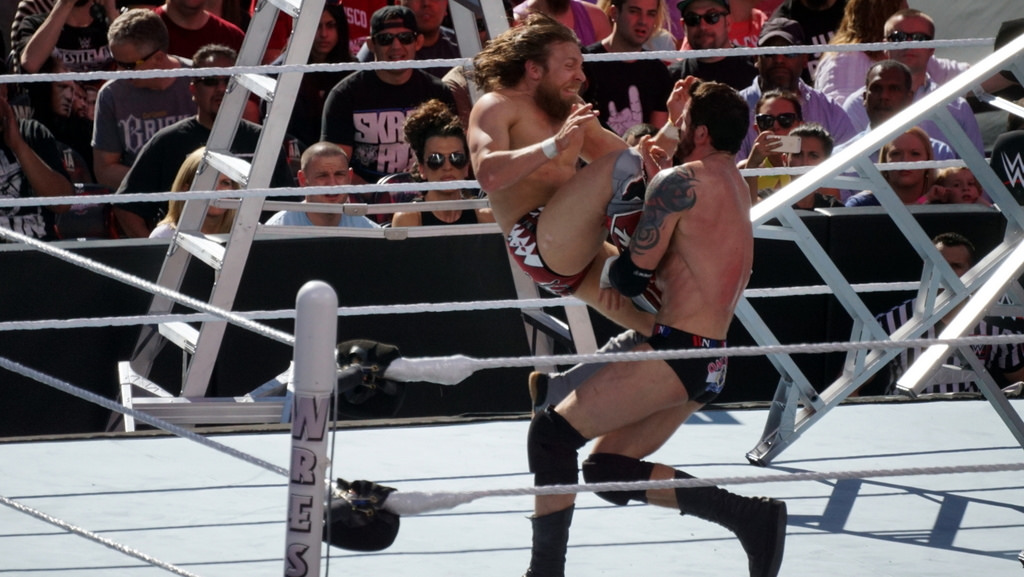
ランニング・ニー
現在のフィニッシャー。以前はニー・プラスの技名で使用していた。助走して右足を振り上げながらジャンプして膝を突き出すように左足を折り畳み、相手の顔面に膝蹴りを叩き込む。YES!チャントを数度起こした後に使うこともある。サマースラム2013にてこの技を初披露し、WWE王座を獲得した。日本語字幕では「ランニング・ニー」や「ヒザ攻撃」とされることもある。AEWでは「ブサイク・ニー」と言われている。
ラーベル・ロック
WWE登場後のフィニッシュ・ホールド。柔術のオモプラッタの体勢で相手の左腕を巻き込み、うつ伏せに倒しながらその腕をハンマーロックで極め、さらに、フェイス・ロックで相手の顔面を締め上げる複合技。永田裕志のナガタロックIIからインスパイアされている。
最初の名称はラーベル・ロック（JSPRORTS放送時の字幕ではルベル・ロック）”で、名称の由来はかつてロサンゼルスで活躍したレスラーで「柔道王」と呼ばれたジン・ラベールから（同じく字幕ではジーン・ルベル）。しかし2012年4月16日のRAWで、ラーベルロックという名前はもう古い（JSPORTS訳では「ジーン・ルベルを超えた」として）、掛けられた相手がギブアップか問われると「YES」と答えると言うことから、自ら"YESロック"に改名。その後観客が「YES!」と連発することに腹を立て、8月に“NO・ロック”と更なる改名をした。しかし2013年7月、観客への怒りも収まってか、YESロックの名称に戻す。現在、AEWではラーベル・ロックの名称で使用。
コブラクラッチ・クロスフェイス
コブラクラッチとクロスフェイスの複合技。うつ伏せ状態の相手の首をサイドからコブラクラッチの形で捕らえて、上体を反らえて絞め上げる技。
ヒールホールド
キャトル・ミューティレーション
WWE昇格までの代表的なフィニッシュ・ホールド。尻餅状態の相手の両腕をダブルチキンウィングの体勢でクラッチし、そこから相手をうつ伏せの状態に移行させながら、自らはブリッジをして両腕を締め上げる関節技。WWE所属前から愛用する必殺技。
NXTでこの技が出ると観客からブライアンが自ら提案したキャッチフレーズ「Tap or Snap」（タップか、折るか）チャントが起こることもある。ラーベル・ロックを使うようになってからはほとんど使われていない。
ギロチンチョーク
WWEで2011年〜2012年によく使用、最初期はフィニッシャーとして機能。
トライアングル・チョーク
AEW登場後から使用しているフィニッシャー。かけている際は両腕をマッチョポーズにして観客にアピールする。

### 打撃技
エルボー
エルボー・スタンプ
エルボー・スマッシュ
バックエルボー
エルボーコンボエルボー・スマッシュ
強烈なエルボーとエルボー・スマッシュ連打でのコンビネーションで3カウントを奪ったりレフェリーストップを呼び込んだこともある。
クローズライン
ナックルパンチ
張り手
バック・ハンド・チョップ
ニー・キック
エプロンを走り場外の敵に飛び蹴りを喰らわせる。
ハイキック
WWE入団直後は必殺技として機能していた。
ミドルキック
膝立ち上体の相手の胸や頭に連続で打ちこむことが多く、最後に相手の後頭部に向けて放つことで上記のランニング・ニーのつなぎとして使われることも。
ドロップキック
主にコーナーにいる相手に突進して使用する。
通常のドロップキック、正面式、低空式などを使用。
延髄斬り
通常の延髄斬り、キャッチ式などを使用。
ダブルリストロック・ストンンピング
仰向け状態の相手の両腕を掴んだ状態で相手の腕を引くと同時に顔面を連続で踏みつけるストンピングを又は胸元に連打で放つ。無防備な相手の顔面を何度も踏みつける無慈悲なシグネチャー・ムーブ。体格差に関係なく着実に相手の体力を奪う。
ショルダー・アームブリーカー

### 投げ技
スープレックス
スーパープレックス
ジャーマンスープレックス
レッグロック・スープレックス・ホールド
新日本プロレス時代のオリジナル必殺技。
タイガー・スープレックス
キャトルミューティレーションから繋いだり、逆にフェイントで使ったりと試合終盤に活用する。
ドラゴン・スープレックス
「アメリカン・ドラゴン」の名前繋がりでかつてよく使っていた。

### 関節技
ボストンクラブ
ハーフボストンクラブ
フィギュア・フォー・レッグロック
ロメロ・スペシャル
うつぶせになった相手の脚に自分の足を絡めた中途の状態になった時、敵の顔を攻めたり、相手の腕を捕れなかった際に足を絡めたまま跳ぶことで敵の脚だけにダメージを与えたりなど、様々なバリエーションがある。
ロメロ・チンロック
ロメロ・スペシャルの体勢からチン・ロックに移行し、顎を極める。
サーフボード・ストレッチ

### 飛び技
ミサイルキック
コーナー最上段から喰らわせるドロップキック。高所から跳ぶため、WWE若手時代は自身もダメージを受けて動けないような状況が多々あった。格が上がるにつれ体のバネを利して跳ね起きるようになった。
フライング・ゴート
ダイビング・ヘッドバット。世界王者になってから、ミサイルキックに取って代わるようにして使うようになった（その後使用頻度が同じくらいになる）。ケインのチョークスラムの後など、特別な場合にフィニッシャーとなり得えたが、ニー・プラスの登場によって、シグネイチャー・ムーブへと変わった。
エア・ゴート
スーサイド・ダイブ。リング外の選手へトップロープとセカンドロープの間から飛びつく技。

### フォール技
バックスライド
スクールボーイ
ジャックナイフ固め
スモール・パッケージ・ホールド
ダニエルソンは丸め込みの名手でもあり、数々の強豪もこれで3カウントを奪われている。
ローリング・クラッチ・ホールド

## 人物
- 私生活では、感染症や肝臓の数値の上昇により2009年からヴィーガニズムを実践しており、動物性の食品を一切食べない。2012年からはギミックにも反映され、肉食を行う者を罵倒したこともある。その後に豆アレルギーになってしまったことで、実際はやめてしまったが、2018年以降のヒールターン時にギミックとして変わらぬ主張を続けている。
- 動物が好き。自身も愛犬・愛猫がおり、またPETAから、最も動物に優しいアスリートとして認定されたことがある。
- 2014年7月24日、近隣住民と協力し、自宅へ忍び込んだ窃盗犯と思われる2人の男のうち一人を捕らえた。
- 2014年4月11日、ブリー・ベラと結婚。2017年5月9日に娘が誕生した[14]。